# گرند لیک (کلرادو)
گرند لیک (به انگلیسی: Grand Lake) شهری در ایالت کلرادو کشور ایالات متحده آمریکا است که جمعیت آن در سرشماری سال ۲۰۱۰ میلادی، ۴۷۱ نفر بوده‌است.